# Pjokszong
Pjokszong (hangul: 벽성군, Pjokszong-kun, handzsa: 碧城郡, RR: Pyŏksŏng-kun, ’erdős város’) megye Észak-Koreában, Dél-Hvanghe (Hwanghae) tartományban. 1938-ban hozták létre Hedzsu (Haeju) külterületeiből és emelték megyei rangra.

## Földrajza
Északról Sincshon (Sinch'ŏn), keletről Sinvon (Sinwŏn) és Hedzsu (Haeju), délről Kangnjong (Kangryŏng), délnyugatról Ongdzsin (Ongjin), nyugatról Thethan (T'aet'an) megye, délkeletről a Sárga-tenger (Nyugati-tenger) határolja.
Legmagasabb pontja a 627 méter magas Csinamszan (지남산; 指南山, Chinamsan).

## Közigazgatása
1 községből (up (ŭp)), 21 faluból (ri (ri)) áll:
| - Pjokszong-up (벽성읍; 碧城邑, Pyŏksŏng-ŭp) - Namcshang-ri (남창리; 南艙里, Namch'ang-ri) - Neho-ri (내호리; 內湖里, Naeho-ri) - Teszong-ri (대성리; 大成里, Taesŏng-ri) - Tohjon-ri (도현리; 道峴里, Tohyŏn-ri) - Rjongdzsong-ri (룡정리; 龍井里, Ryongjŏng-ri) - Pegun-ri (백운리; 白雲里, Paegun-ri) - Szahjon-ri (사현리; 士峴里, Sahyŏn-ri) - Szangnim-ri (상림리; 桑林里, Sangrim-ri) - Szovon-ri (서원리; 書院里, Sŏwŏn-ri) - Szoktam-ri (석담리; 石潭里, Sŏktam-ri) | - Szoktong-ri (석동리; 席洞里, Sŏktong-ri) - Sszangam-ri (쌍암리; 雙岩里, Ssangam-ri) - Angok-ri (안곡리; 安谷里, An'gok-ri) - Okcsong-ri (옥정리; 玉井里, Okchŏng-ri) - Vonphjong-ri (원평리; 原坪里, Wŏnp'yŏng-ri) - Vorong-ri (월봉리; 月峯里, Wŏrong-ri) - Volhjon-ri (월현리; 月峴里, Wŏlhyŏn-ri) - Csangcshon-ri (장천리; 獐川里, Changch'ŏn-ri) - Csanghjon-ri (장현리; 長峴里, Changhyŏn-ri) - Csukcshon-ri (죽천리; 竹川里, Chukch'ŏn-ri) - Thongszan-ri (통산리; 通山里, T'ongsan-ri) |

## Gazdaság
Pjokszong (Pyŏksŏng) megye gazdasága főként mezőgazdaságra és állattenyésztésre épül.

## Oktatás
Pjokszong (Pyŏksŏng) megye egy mezőgazdasági főiskolának, 10 általános és 21 középiskolának ad otthont.

## Egészségügy
A megye számos egészségügyi intézménnyel rendelkezik, köztük 1 megyei, 1 ipari és kb. 20 helyi kórházzal.

## Közlekedés
A megye közutakon a szomszédos helységek felől közelíthető meg. A megye vasúti kapcsolattal rendelkezik, az Ongdzsin (Ongjin) vonal része.